# Calendula arvensis
Espèce

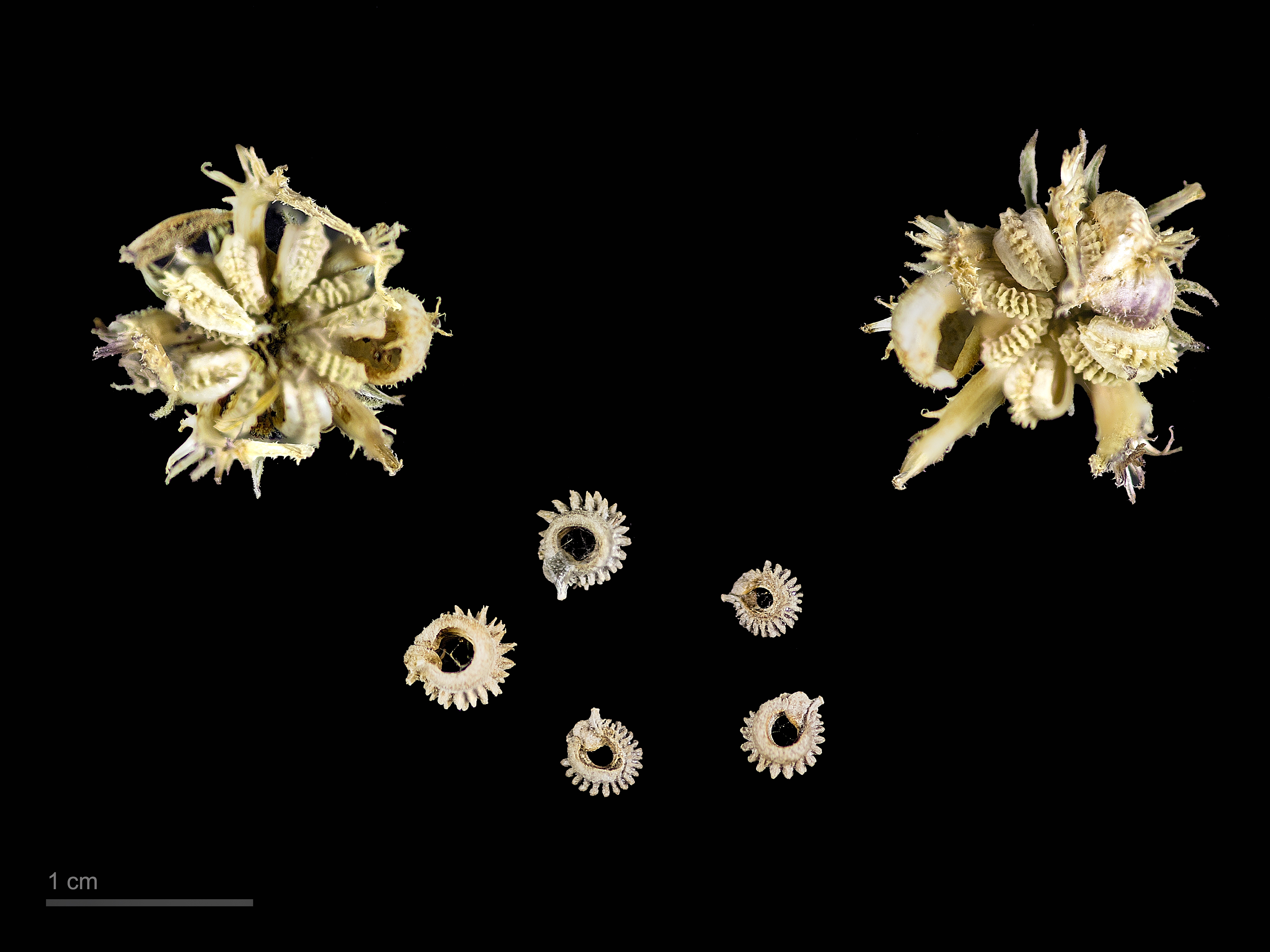
Calendula arvensis au Muséum de Toulouse.

Calendula arvensis, le souci des champs ou souci sauvage, est une espèce de plantes à fleurs dicotylédones de la famille des Asteraceae.
La plante est parfois appelée souci des Vignes, gauchefer ou fleur de tous les mois.

## Phytonymie
Le nom scientifique Calendula date du Moyen Âge. L'étymologie provient du latin calendae premier jour du mois « probablement avec un sens analogue à calendrier, almanach, indicateur météorologique : les capitules s'ouvrent et se ferment en liaison avec l'apparition du soleil » (phénomène de nyctinastie) selon le botaniste Paul-Victor Fournier. Le nom vernaculaire de « souci » rappelle ce phénomène puisqu'il dérive du bas latin solsequia (« qui suit le soleil », du latin sol, « soleil », et sequi, « suivre ») qui a donné « solsie », « soucy » puis « souci ». L'épithète spécifique arvensis signifie « qui vit dans les champs » (du latin arvum, « champ »).

## Description
Ce sont des plantes herbacées.

### Appareil végétatif
La partie souterraine est constituée d'une racine principale grêle.

### Appareil reproducteur
Plante annuelle de 10 à 30 cm de hauteur, poussant souvent en colonies, elle est ascendante ou diffuse, avec des tiges rameuses et anguleuses, pubescentes. Les feuilles alternes, sessiles ou demi-embrassantes, sont mucronées, oblongues-lancéolées, entières ou un peu dentées. L'inflorescence est un capitule typique des Astéracées, mais solitaire, d'environ 1,5 cm de diamètre. Chaque capitule comprend quelques dizaines de fleurons ligulés (parfois jusqu'à 100 environ) à corolle jaune citron. Les fleurons tubulés, à corolle jaune à orangée et d'un pourpre noirâtre au centre (couleur différente constituant un guide de nectar, sont plus nombreux. Les fruits sont des akènes recourbés, couverts de pointes sur le dos, dépourvus de pappus.

## Liste des sous-espèces
Selon The Plant List (18 mai 2014) :
- sous-espèce Calendula arvensis subsp. arvensis

## Habitats
Plante originaire de la région méditerranéenne, elle ne quitte guère les lieux cultivés, les champs et les vignes d'autres régions dont elle est un archéophyte, c'est-à-dire une plante très anciennement introduite et naturalisée.

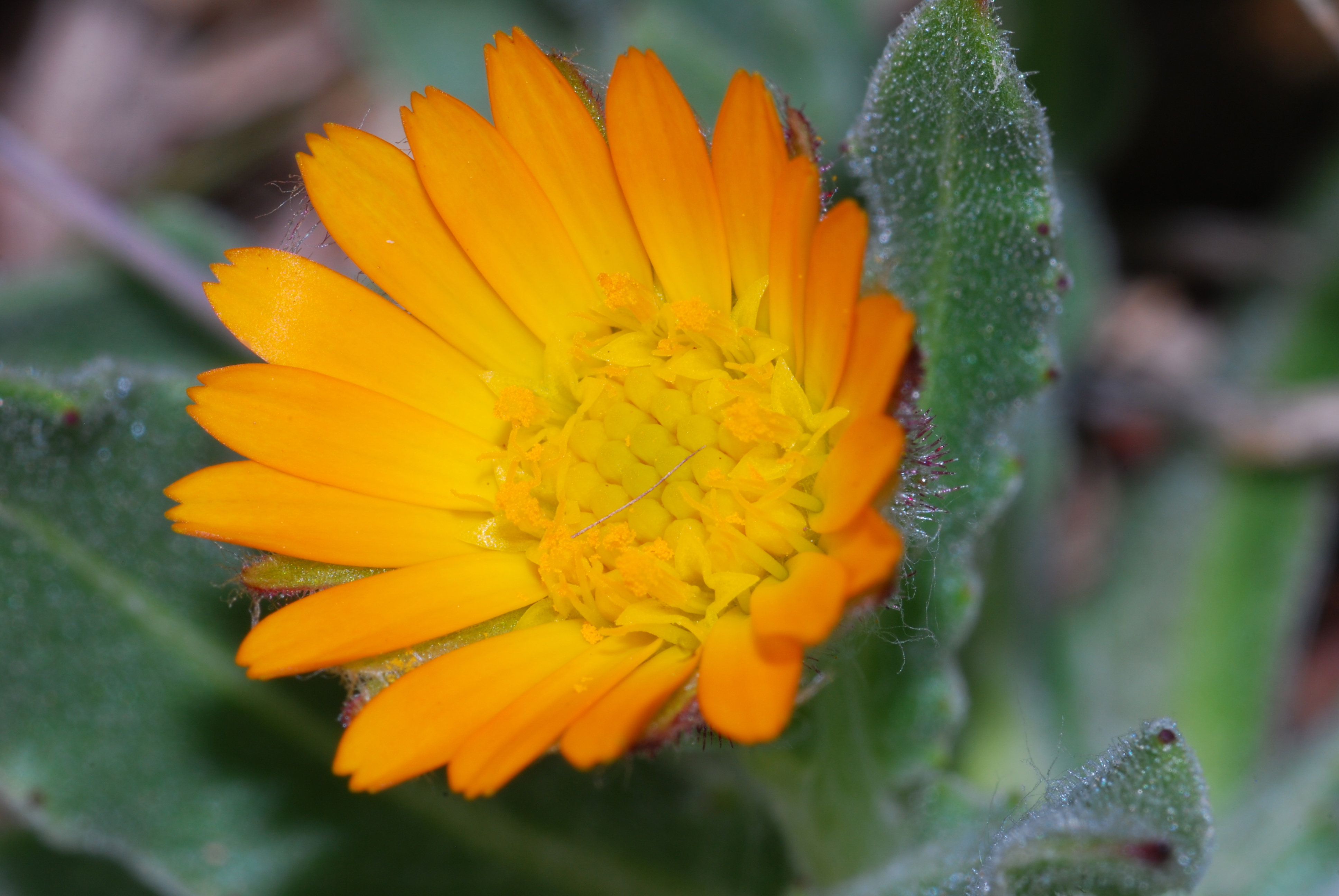
Calendula arvensis.

## Utilisations
Les boutons floraux du souci des champs et du souci officinal peuvent être confits au vinaigre avant qu'ils ne s'ouvrent. On peut aussi les faire sauter « pour accompagner les grillades. Les fleurs agrémentent les salades. On peut aussi en collecter les pétales et les ajouter au dernier moment au riz et aux pâtes. Elles y apportent de la couleur et une tonalité douce amère agréable et sans prétention ». D'où le titre de l'ouvrage de François Couplan Mangez vos soucis.
Le souci des champs possède les mêmes propriétés médicinales que le souci officinal. Ses feuilles ont un effet diaphorétique, ses fleurs un effet antispasmodique, emménagogue, stimulant et cicatrisant (baume préparé avec de l'avocat écrasé au pilon),.
Cultivée dans les jardins comme plante ornementale depuis le XIIe siècle, elle est aussi une excellente plante mellifère.